# Eunapije
Eunapije, iz Sarda, pripadao je Pergamskoj školi, koju je utemeljio Jamblihov učenik Ajdesije. Pisao je protiv kršćanstva, ali i ostavio značajne podatke o Plotinu, Apoloniju i drugima.
Nastavio je pisati Deskipovu Chronike Historia.

## Djela
- „Životi sofista”